# Ancien tramway de Brest
Pour le tramway actuel, voir Tramway de Brest.
Pour l'ancien réseau de trolleybus (1947-1970), voir Trolleybus de Brest.
L'ancien tramway de Brest est un ancien réseau de tramway urbain composé au départ de deux lignes, puis composé de trois lignes. Il desservait Brest, principale ville du Finistère, et son agglomération (Saint-Marc, Lambézellec et Saint-Pierre-Quilbignon ; ces trois communes sont aujourd'hui des quartiers de Brest).
Mis en service en 1898, il fonctionnera jusqu'en 1944 où il sera détruit dans les bombardements de la ville. Après guerre, il est remplacé en 1947 par un réseau de trolleybus qui fonctionnera jusqu'en 1970 en reprenant globalement les mêmes itinéraires.

Carte animée de l'évolution des infrastructures ferroviaires de l'agglomération de Brest, dont celles des anciens et actuels tramways, de 1890 à nos jours.

## Histoire

### Services préalables au tramway
En 1865, naquirent diverses tentatives privées de créer un service de transport public (voitures de place, coupés hippomobiles, ancêtres de nos taxis). Elles furent au nombre de vingt-cinq en 1882 ; omnibus à chevaux entre la rue de la Porte à Recouvrance et l'octroi de Saint-Marc, établies entre 1873 et 1876 par M. Galliou puis entre 1895 et 1898 par M. Gabriel Hérodote.
Un projet de tramway électrique destiné à desservir Brest, la principale agglomération du département du Finistère, voit le jour en 1895. Cela malgré les craintes liées à la topographie de la ville et de ses rues « où la pente dépasse à certains endroits du parcours 7 centimètres par mètre » et à leur étroitesse.
Ce projet se concrétise le 16 mars 1897 avec la création par M. Gabriel Hérodote et Étienne Laval propriétaire à Eveux, de la Compagnie des tramways électriques de Brest, chez Maitre Lavirotte notaire à Lyon. La déclaration d'utilité publique du réseau suit, (Convention des 26 et 28 avril 1898 ratifiée par le décret du 9 juin 1898) et l'ouverture simultanée du réseau le 12 juin 1898, la mise en service par étape s'achevant le 21 avril 1900 avec l'ouverture de la troisième ligne.
M. Hérodote, entrepreneur brestois, dirigeait un service d'omnibus à chevaux entre Recouvrance et Saint-Marc depuis 1895. Il fut par ailleurs dirigeant de la société anonyme des tramways électriques du Finistère, concessionnaire de la ligne de tramway de Brest au Conquet, ouverte en 1903.

### Description du réseau

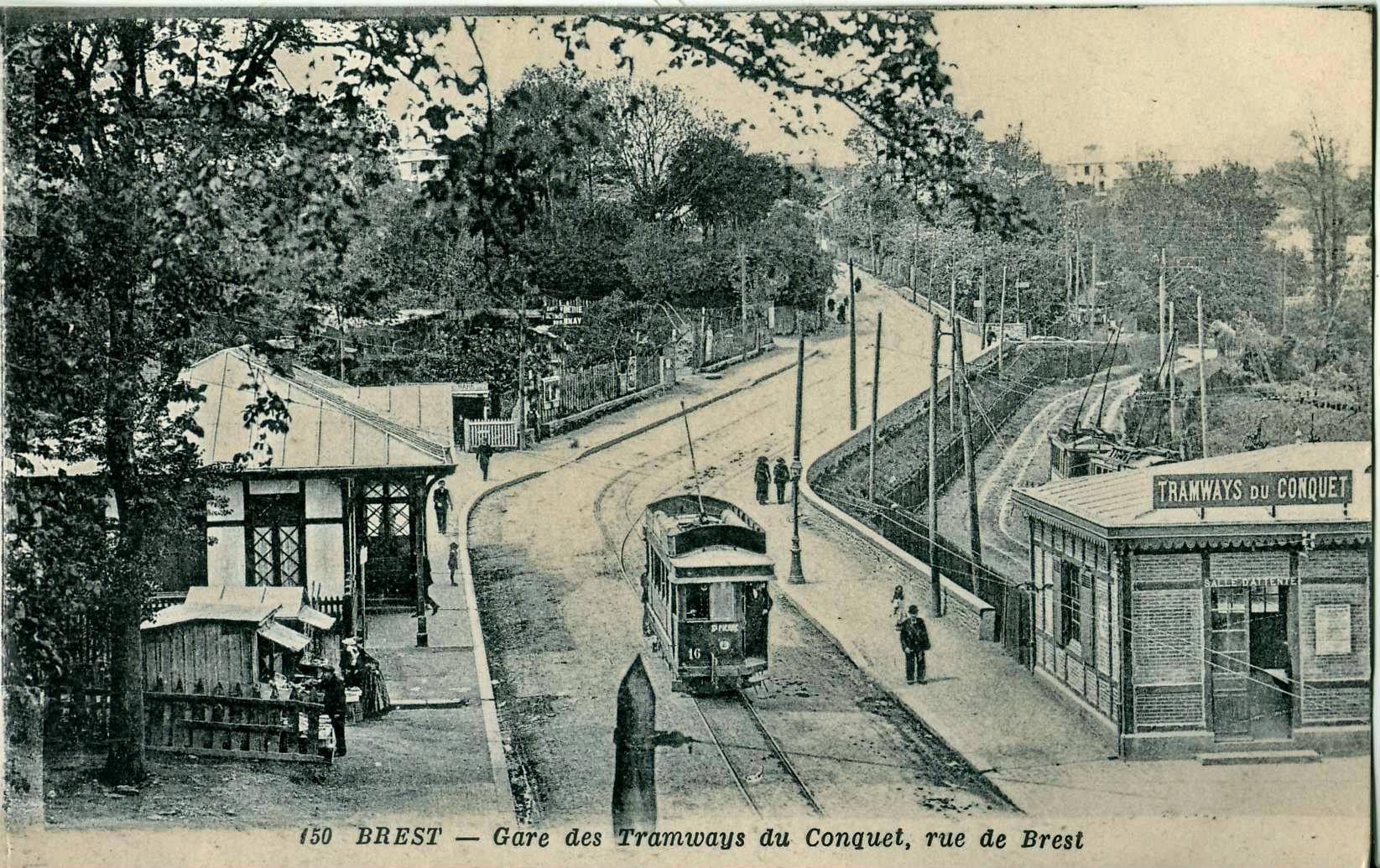
un tramway urbain à la porte du Conquet…

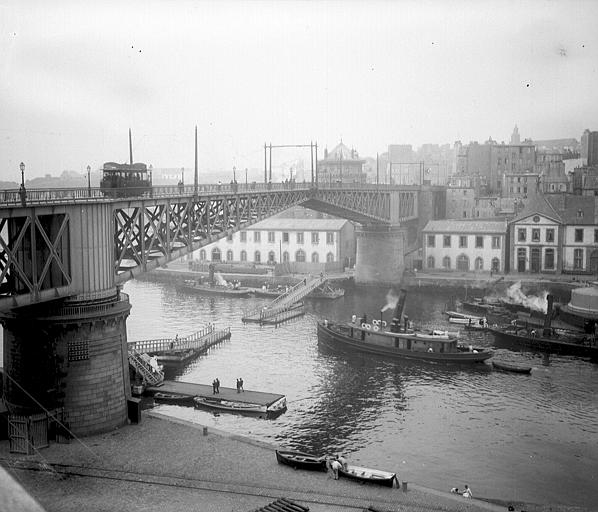
… Pont National…

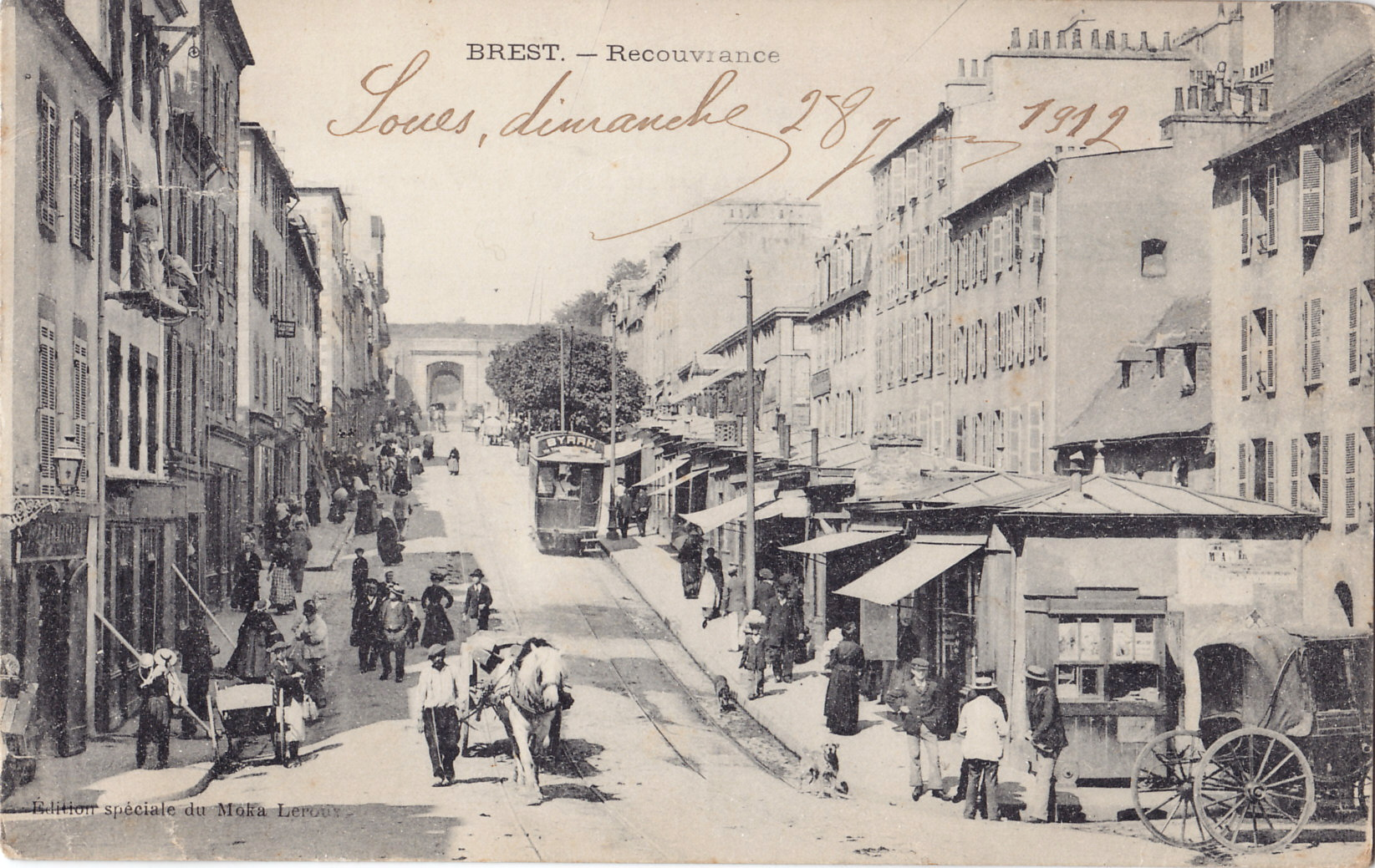
... à Recouvrance

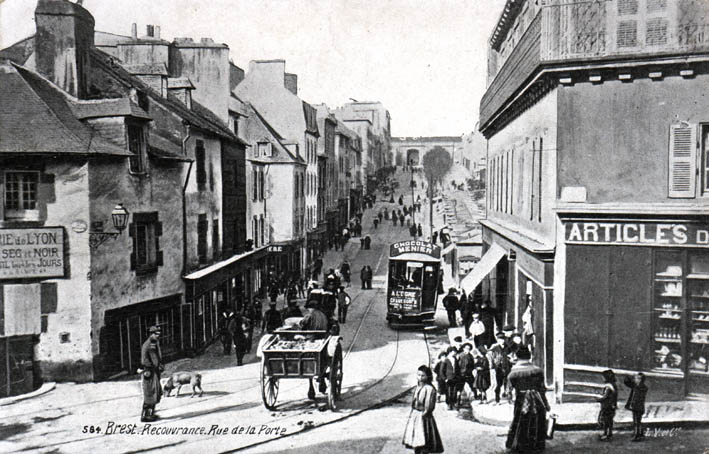
… rue de la Porte…

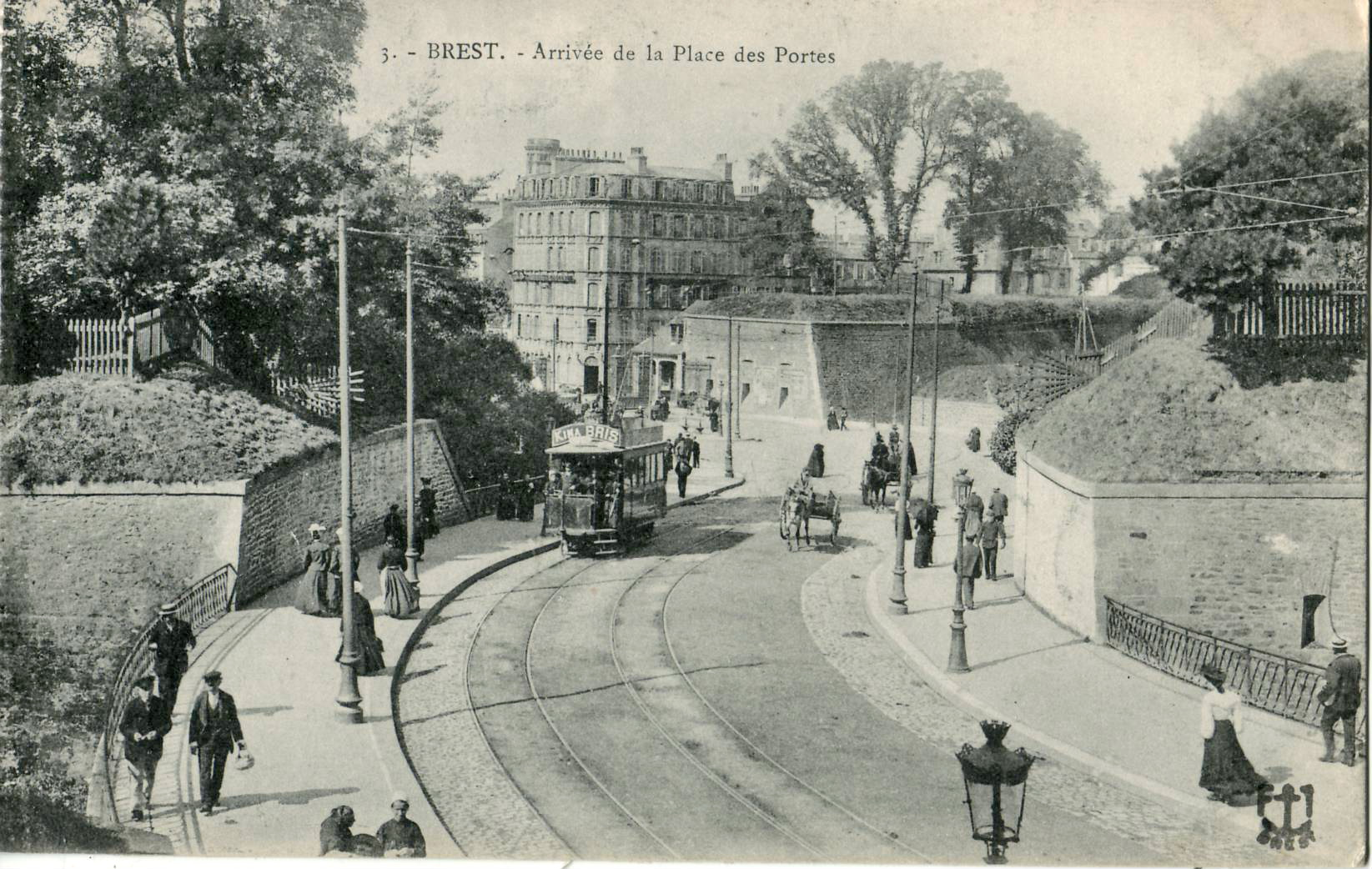
… et Place des Portes

Le réseau  construit à voie métrique se constituait à l'origine de deux lignes :
- Ligne 1, de la rue Inkermann à Saint-Pierre-Quilbignon, par la rue de Paris, la Place de la Liberté, la rue de Siam, le pont National, les rues du Pont et de la Porte, la porte du Conquet et la rue de Brest, soit approximativement une ligne est-ouest ;
- Ligne 2, du port de commerce à Kérinou, par les rampes, les gares des grands et petits trains, la porte Foy, les rues de la Mairie, Fautras et Porsmoguer, soit approximativement une ligne perpendiculaire à la ligne 1.

Des prolongements furent rapidement déclarés d'utilité publique :
- prolongement de la ligne 2 vers le cinquième bassin du port de commerce puis jusqu'à l'usine à gaz ;
- prolongement de la ligne 2 jusqu'à Lambézellec ;
- raccordement des lignes 1 et 2 par la rue d'Algésiras et la place des Portes.

Enfin, une troisième ligne fut ouverte :
- Ligne 3, de la place du château à l'église de Saint-Marc par le boulevard de la Marine, la rue Louis-Pasteur, la place des Portes et la rue de Paris.

Le dépôt, les ateliers et l'usine électrique se trouvaient à Kérinou, à l'emplacement actuel du marché ; ce site servira après la guerre pour les trolleybus qui succédèrent aux tramways. La charpente du dépôt sert désormais d'abri au marché et au parking pour les jours où le marché n'est pas organisé et la tour de l'usine de production d'électricité existe toujours et sont probablement les rares vestiges toujours existant de ce réseau.

### Évolution du réseau
Encensé à son ouverture, le tramway, surnommé le « péril jaune », fut décrié pour les raisons mêmes qui avaient fait douter de son opportunité, quelques années plus tôt : étroitesse et pente des rues.
Le tramway, après la Grande Guerre, doit faire face à la concurrence automobile. Pour des raisons économiques, les parties les moins fréquentées du réseau sont fermées en 1930 : l'exploitation est arrêtée entre la Gare et le port de commerce ainsi qu'entre la place Anatole-France et le Château. Le remplacement des tramways par des trolleybus est acté en juillet 1941 par l'achat de 14 Vetra CS60 mais la seconde Guerre mondiale et le bombardement de la ville en 1944 retardent la mise en place des trolleybus puis détruisent les infrastructures du tramway qui ne survivra pas à la guerre. Le réseau de trolleybus est finalement mis en service en juillet 1947 et fonctionnera jusqu'en novembre 1970.

## Matériel roulant
Le parc comprenait 30 motrices à 2 essieux avec plates-formes d'extrémité ouvertes et accès en angle. Le parc est complété en 1940 par quatre motrices rachetées à Strasbourg.

## Sources

### Archives
- Le Centre de recherche historique du Léon conserve un fonds d'archives concernant la Compagnie des tramways électriques de Brest.

### Liens
- Action de la compagnie